# Georges C. Benjamin
Georges C. Benjamin (né le 28 septembre 1952) est un responsable américain de la santé publique qui a été directeur exécutif de l'American Public Health Association depuis 2002, et auparavant secrétaire du Maryland Department of Health and Mental Hygiene au sein du Cabinet du gouverneur Parris Glendening de 1999 à 2002,. Il est membre du National Infrastructure Advisory Council.

## Vie et carrière
Georges C. Benjamin est né à Chicago, dans l'Illinois. Il est titulaire d'un Bachelor of Science de l'Institut de technologie de l'Illinois et d'un MD de l'Université de l'Illinois au Chicago College of Medicine. Après avoir obtenu son diplôme de médecine, il a commencé sa carrière au Madigan Army Medical Center à Tacoma, Washington, en 1981, y servant jusqu'à ce qu'il soit transféré au Walter Reed Army Medical Center à Washington, DC en 1983. Après sa libération de l'armée des États-Unis en 1987, il a été nommé président du département de la santé communautaire et des soins ambulatoires à l'hôpital général du district de Columbia, occupant ce poste jusqu'en 1990. De 1990 à 1991, il a été commissaire par intérim du département de la santé du district de Columbia et directeur du bureau des ambulances d'urgence du département des services d'incendie et des services médicaux d'urgence du district de Columbia. Il a repris du service en tant que directeur du Bureau des ambulances d'urgence de 1994 à 1995. En 1995, il a été nommé secrétaire adjoint aux services de santé publique au département de la santé et de l'hygiène mentale du Maryland, occupant ce poste jusqu'à sa nomination en tant que secrétaire en 1999. Il réside à Gaithersburg, dans le Maryland.